# Mark Edmondson
Mark Edmondson (Gosford, 24 giugno 1954) è un ex tennista australiano.

## Carriera
In singolare ha vinto solo un torneo dello Slam, l'Australian Open 1976 e ad oggi rimane l'ultimo australiano ad aver vinto lo slam di casa. La sua vittoria nel torneo fu una vera sorpresa in quanto prima del torneo era nella 212 posizione nella classifica ATP, il che lo ha reso il giocatore con la più bassa posizione in classifica a riuscire a vincere un torneo del Grande Slam.
Nel doppio ha vinto cinque tornei dello Slam, in coppia con Kim Warwick ha vinto due Australian Open e un Open di Francia mentre con Paul McNamee e Sherwood Stewart ha vinto un Australian Open a testa.
In Coppa Davis ha giocato ventinove match con la squadra australiana, vincendone diciannove.

## Finali del Grande Slam

### Vinte (1)
| Anno | Torneo                   | Avversario in finale | Risultato          |
| 1976 | Australian Championships | John Newcombe        | 6–7, 6-3, 7-6, 6-1 |